# Petalidium welwitschii
Petalidium welwitschii är en akantusväxtart som beskrevs av Spencer Le Marchant Moore. Petalidium welwitschii ingår i släktet Petalidium och familjen akantusväxter. Inga underarter finns listade i Catalogue of Life.